# Bedham
Bedham – osada w Anglii, w hrabstwie West Sussex, w dystrykcie Chichester. Leży 22 km na północny wschód od miasta Chichester i 67 km na południowy zachód od Londynu.